# Alcelaphini
Alcelaphini — триба оленеподібних (Artiodactyla) ссавців з родини бикових (Bovidae).

## Роди
- - Alcelaphus (1 вид)
  - Beatragus (1 вид)
  - Connochaetes — гну (2 види)
  - Damaliscus — бубал (2 види)